# صنایع هوایی ساد است
ساد-اِست یا SNCASE (مخفف Société nationale des constructions aéronautiques du Sud-Est) یک شرکت سازنده هواپیما فرانسوی بود. این شرکت در ۱ فوریه ۱۹۷۳ با ملی شدن و ادغام شرکت‌هایLioré et Olivier ، Potez ، CAMS  Romano و SPCA تشکیل شد. 